# 野依村
野依村（のよりむら）は、愛知県渥美郡にかつてあった村である。
現在の豊橋市の一部（野依町・南大清水町・東大清水町など）に該当する。

## 歴史
- 1891年（明治24年）11月10日 - 植野村の一部（野依）が分立し、発足。
- 1906年（明治39年）8月31日 - 高師村、磯辺村、福岡村、植田村、大崎村と合併し、高師村が発足。同日野依村は廃止。